# Kim Ju-hyeon
Kim Ju-hyeon (hangul: 김주현, n. 10 de marzo de 1987-) es una actriz y modelo surcoreana.

## Carrera
Desde el 2020 es miembro de la agencia BH Entertainment (BH엔터테인먼트). Previamente formó parte de la agencia Studio Santa Claus Entertainment (previamente conocida como "Huayi Brothers Korea").
Debutó en la película Epitafio en 2007. 
Es conocida por su papel en la película Pandora y en series de televisión producidas en su país de origen como Uni Is Alive (también conocida como "Band of Sisters") (2017) y Rich Family's Son (2018).

## Filmografía

### Series de televisión
| Año         | Título                        | Rol           | Red    | Ref.  |
| ----------- | ----------------------------- | ------------- | ------ | ----- |
| 2012        | Love, My Love                 | Shim Yun-hong | KBS2   |       |
| 2013        | Drama Festival "Swine Escape" | Boo-yong      | MBC TV |       |
| 2014        | Modern Farmer                 | Song Hwa-ran  | SBS TV | [ 6 ] |
| 2017        | Unni Is Alive                 | Kang Ha-ri    | SBS TV |       |
| 2018        | Rich Family's Son             | Kim Young-ha  | MBC TV | [ 7 ] |
| 2020 - 2021 | Delayed Justice               | Lee Yoo Kyung | SBS TV | [ 8 ] |

### Películas
| Año  | Título       | Rol          |
| ---- | ------------ | ------------ |
| 2007 | Epitaph      |              |
| 2008 | Life Is Cool | colegiala #1 |
| 2016 | Pandora      | Yeon-joo     |

## Premios y nominaciones
| Año  | Categoría                                     | Premios              | Trabajo           | Resultado |
| ---- | --------------------------------------------- | -------------------- | ----------------- | --------- |
| 2018 | Top Excellence Award, Actress in a Soap Opera | 2018 MBC Drama Award | Rich Family's Son | Nominada  |